# 赫里霍里夫卡 (赫梅利尼茨基區)
49°43′32″N 27°10′48″E / 49.72556°N 27.18000°E
赫里霍里夫卡（烏克蘭語：Григорівка）是位於烏克蘭西部的村莊，由赫梅利尼茨基州裡赫梅利尼茨基區的舊康斯坦丁尼夫市鎮負責管轄。該村始建於1647年，面積2.77平方公里，海拔高度272米，2017年人口996，人口密度每平方公里474.9人。
2017 （页面存档备份，存于）